# 적금도
적금도(積金島)는 대한민국 전라남도 여수시 화정면 적금리에 있는 섬이다.  2016년 12월 27일 팔영대교의 개통으로 고흥군 영남면 우천리와 국도 제77호선으로 연결되었다. 낭도대교가 개통되면 낭도와 연결될 예정이다.